# Cranberry Isles
Cranberry Isles es un pueblo ubicado en el condado de Hancock en el estado estadounidense de Maine. En el Censo de 2010 tenía una población de 141 habitantes y una densidad poblacional de 1,19 personas por km².

## Geografía
Cranberry Isles se encuentra ubicado en las coordenadas 44°15′28″N 68°13′41″O / 44.25778, -68.22806. Según la Oficina del Censo de los Estados Unidos, Cranberry Isles tiene una superficie total de 118.02 km², de la cual 8.21 km² corresponden a tierra firme y (93.05%) 109.81 km² es agua.

## Demografía
Según el censo de 2010, había 141 personas residiendo en Cranberry Isles. La densidad de población era de 1,19 hab./km². De los 141 habitantes, Cranberry Isles estaba compuesto por el 97.87% blancos, el 0.71% eran afroamericanos, el 0% eran amerindios, el 0% eran asiáticos, el 0% eran isleños del Pacífico, el 0% eran de otras razas y el 1.42% pertenecían a dos o más razas. Del total de la población el 2.13% eran hispanos o latinos de cualquier raza.